# محمود بصیری
محمود بصیری (زاده ۱ اردیبهشت ۱۳۲۶ در استان کرمان) بازیگر ایرانی سینما و تلویزیون است.

## زندگی
بصیری در سال ۱۳۲۶ در شهرستان انار، از توابع رفسنجان، واقع در استان کرمان زاده شد. نخستین کار او در تئاتر، بازی در نمایش «ترن شیکاگو» در سال ۱۳۴۳ در شهر تبریز بود. او فعالیت در سینما را از سال ۱۳۴۲ با نقش کوتاهی در فیلم زن‌ها فرشته‌اند به کارگردانی اسماعیل پورسعید آغاز کرد و سپس فعالیت هنری اش را به عنوان بدلکار در برخی فیلم‌های دیگر ادامه داد، از جمله در اثری از آرامائیس آقامالیان با نام سه فراری. او در این باره می‌گوید: 
«حرفه اصلی من مکانیکی بود و از طریق ارتباطاتی که در این حرفه به وجود می‌آید با حاج حسین گیل آشنا شدم. آن زمان یکی از کارگردان‌های سینما از حاج حسین خواسته بود برای نقشی، به اصطلاح خودشان یک «بچه پررو» به او معرفی کند. حاج حسین هم من را معرفی کرد. آن موقع من ۱۶ سال بیشتر نداشتم اما آن نقش را در کافه جوری بازی کردم که همه انگشت به دهان ماندند. اسم فیلم زن‌ها فرشته‌اند بود.

البته صحنه بازی من را آن موقع وزارت فرهنگ و هنر از فیلم بیرون آورد چون عقیده داشتند جنبه بدآموزی دارد! من تا قبل از آن سابقه بازی در نقش سیاهی لشکر را داشتم اما این اولین نقش جدی من بود. من کارهای بدلکاری هم انجام می‌دادم و در خیلی از صحنه‌های ماشین سواری جای هنرپیشه‌هایی چون بیک‌ایمانوردی و سعید راد و مرجان و … پشت فرمان می‌نشستم. در واقع هر وقت قرار بود در فیلمی ماشین چپ کنند، سراغ من می‌آمدند.»
سال ۱۳۹۶ شایعه شد که وی فوت شده که وی در گفت‌وگو با باشگاه خبرنگاران جوان این شایعه را تکذیب کرد.

## شباهت به محمود احمدی‌نژاد و ممنوع تصویر شدن
پس از ریاست جمهوری محمود احمدی‌نژاد، و به دلیل شباهت ظاهری‌اش به وی، محمود بصیری دیگر فرصت فعالیت در تلویزیون و سینما را نیافت. این مسئله در دیدار برخی هنرمندان با احمدی‌نژاد در مرداد ۱۳۹۱ مطرح شد و درخواست شد مشکل او حل شود. جلوگیری از بازیگری محمود بصیری تا سال ۱۳۹۳ ادامه داشته‌است.
البته او سابقه بازی در سریال کتابفروشی هدهد، محصول سال۸۵ و تله فیلم گنج پنهان در سال ۹۰ و سریال آب پریا در نوروز ۱۳۹۲ را در کارنامه خود دارد.

## فیلم‌شناسی

### سینما
- دارا و ندار (۱۳۷۸)
- کمیته مجازات (۱۳۷۷)
- شب روباه (۱۳۷۵)
- فصل پنجم (۱۳۷۵)
- روز دیدار (۱۳۷۴)
- الو! الو! من جوجوام (۱۳۷۳)
- حالا چه شود! (۱۳۷۳)
- شریک زندگی (۱۳۷۳)
- مهریه بی‌بی (۱۳۷۳)
- پاییز بلند (۱۳۷۲)
- چهارشنبه عزیز (۱۳۷۱)
- خسوف (۱۳۷۱)
- مجسمه (۱۳۷۱)
- مجنون (۱۳۶۹)
- دو سرنوشت (۱۳۶۸)
- مادر (۱۳۶۸)
- ارثیه (۱۳۶۷)
- زرد قناری (۱۳۶۷)
- گراند سینما (۱۳۶۷)
- جمیل (۱۳۶۶)
- دستفروش (اپیزود اول و دوم) (۱۳۶۵)
- گل‌های داوودی (۱۳۶۳)
- دادشاه (۱۳۶۲)
- از فریاد تا ترور (۱۳۵۹)
- طلوع انفجار (۱۳۵۹)
- ماجراهای علاءالدین و چراغ جادو (۱۳۵۷)
- سوته‌دلان (۱۳۵۶)
- شارلوت به بازارچه می‌آید (۱۳۵۶)
- مرثیه (۱۳۵۶)
- خشم و خون (۱۳۵۳)
- تنگسیر (۱۳۵۲)
- خروس (۱۳۵۲)
- مردی در طوفان (۱۳۵۱)
- پل (۱۳۵۰)
- زنها فرشته‌اند (۱۳۴۲)

### تلویزیون
| سال       | نام                          | سمت           | کارگردان                 | توضیحات                                        |
| --------- | ---------------------------- | ------------- | ------------------------ | ---------------------------------------------- |
| ۱۳۹۳–۱۳۹۴ | سیگنال موجود است             | بازیگر        | مهدی مظلومی              | شبکهٔ خانگی                                     |
| ۱۳۹۲      | آب‌پریا                       | بازیگر        | مرضیه برومند             | شبکه دو سیما (نوروز ۹۲)                        |
| ۱۳۹۰      | تله‌فیلم «گنج پنهان»          | بازیگر        | بابک محمدی               | محصول صدا و سیمای مرکز کیش                     |
| ۱۳۸۷–۱۳۸۸ | گلستان                       | بازیگر        | سیدمحمد مختاری           | پخش از مهرماه ۱۳۹۱ از شبکه قرآن و معارف        |
| ۱۳۸۴–۱۳۸۷ | کلانتری ۹۹                   | بازیگر        | سعید عالم‌زاده            | به نمایش در نیامده است                         |
| ۱۳۸۵      | کتاب‌فروشی هدهد               | بازیگر        | مرضیه برومند             |                                                |
| ۱۳۸۳      | شبی از شب‌ها                  | بازیگر        | رضا کریمی                |                                                |
| ۱۳۸۲      | بانکی‌ها                      | بازیگر        | مهدی مظلومی              |                                                |
| ۱۳۸۱–۱۳۸۲ | سرزمین رؤیاها                | بازیگر        | مسعود رشیدی حمید قدکچیان |                                                |
| ۱۳۸۱      | بدون شرح                     | بازیگر        | مهدی مظلومی              |                                                |
| ۱۳۸۰–۱۳۸۱ | سیب ترش                      | بازیگر        | خسرو معصومی              |                                                |
| ۱۳۸۰      | کارآگاه شمسی و دستیارش مادام | بازیگر        | مرضیه برومند             | بازی در اپیزود «عشق پیری»                      |
| ۱۳۸۰      | مسافری از اعماق              | بازیگر        | حسین قناعت               | برنامه کودک و نوجوان شبکه ۲                    |
| ۱۳۷۹      | خانه نیکو                    | بازیگر        | مسعود کرامتی             | برنامه کودک و نوجوان شبکه ۲                    |
| ۱۳۷۸      | ورثه آقای نیکبخت             | بازیگر        | مرضیه برومند             |                                                |
| ۱۳۷۸      | خانه بخت                     | بازیگر        | شاپور قریب               |                                                |
| ۱۳۷۸      | حنانه                        | بازیگر        | سیدحسین یعقوبی           |                                                |
| ۱۳۷۸      | خاطرات طویل                  | بازیگر        | فریدون حسن‌پور            | بازی در اپیزود «گنج» / برنامه کودک و نوجوان    |
| ۱۳۷۸      | شب روباه                     | بازیگر        | همایون اسعدیان           | این مجموعه تلویزیونی، یک نسخه سینمایی هم دارد  |
| ۱۳۷۷–۱۳۷۸ | پائیز بلند                   | بازیگر        | منوچهر عسگری‌نسب          |                                                |
| ۱۳۷۷      | هتل                          | بازیگر        | مرضیه برومند             | شبکه تهران                                     |
| ۱۳۷۷–۱۳۷۶ | پسران عاقل                   | بازیگر        | فریدون حسن‌پور            | برنامه کودک و نوجوان شبکه ۲                    |
| ۱۳۷۶–۱۳۷۵ | تهران ۱۱–۵۹۵ ج ۴۸            | بازیگر        | مرضیه برومند             | بازی در اپیزود «سیگار ممنوع»                   |
| ۱۳۷۵      | برگ سبز                      | بازیگر        | علی شوقیان               | شبکه ۱                                         |
| ۱۳۷۴–۱۳۷۵ | وکلای جوان                   | بازیگر میهمان | بهرام کاظمی              | شبکه ۲                                         |
| ۱۳۷۳–۱۳۷۴ | قصه‌های تابه‌تا                | بازیگر        | مرضیه برومند             | پخش در سال ۱۳۷۵ در برنامه کودک و نوجوان شبکه ۲ |
| ۱۳۷۳      | حکایتی و حکمتی               | بازیگر        | مجتبی یاسینی             | شبکه ۲                                         |
| ۱۳۷۳      | خانه در آتش                  | بازیگر        | علی نقی‌لو                |                                                |
| ۱۳۷۲      | ضرب‌المثل‌ها                   | بازیگر        | شاپور قریب               | برنامه کودک و نوجوان شبکه ۲                    |
| ۱۳۷۲      | جاده                         | بازیگر        | فریدون فرهودی            | شبکه ۲                                         |
| ۱۳۷۲      | روزها و حکمت‌ها               | بازیگر        | بهرام شاه‌محمدلو          | شبکه ۱ کارگردان تلویزیونی: «ناهید محمدیان»     |
| ۱۳۷۱      | میان‌پرده‌های مسائل شهری       | بازیگر        | داوود حسینی              |                                                |
| ۱۳۷۱      | دردسر                        | بازیگر        | مجید ماهیچی              | شبکه ۲                                         |
| ۱۳۷۰      | روزهای برفی                  | بازیگر        | مجید جوانمرد             |                                                |
| ۱۳۷۰      | گل پامچال                    | بازیگر        | محمدعلی طالبی            |                                                |
| ۱۳۶۹      | آرایشگاه زیبا                | بازیگر        | مرضیه برومند             |                                                |
| ۱۳۵۸–۱۳۶۶ | هزاردستان                    | بازیگر        | علی حاتمی                |                                                |
| ۱۳۶۶      | درخت دوستی                   | بازیگر        | علی شوقیان سعید خاکسار   |                                                |
| ۱۳۶۴      | حکایت مسافر گمنام            | بازیگر        | داوود میرباقری           |                                                |